# Saint-Genis-du-Bois
Saint-Genis-du-Bois è una frazione del comune di Porte-de-Benauge, nel dipartimento della Gironda nella regione della Nuova Aquitania. In precedenza comune autonomo, il 1º gennaio 2025 è confluito nel comune di Porte-de-Benauge; il comune si era costituito nel 2019 con l'unione di Arbis e Cantois.

## Società

### Evoluzione demografica
Abitanti censiti